# Mario Joyner
Mario Joyner (3 de octubre de 1961) es un actor de comedia estadounidense, más conocido como el anfitrión de Half Hour Comedy de MTV. Sus actuaciones se basan en el cine y la televisión. Hizo su debut cinematográfico en 1988 en Tres hombres y un bebé, y más tarde protagonizó en Hangin' with the Homeboys y Pootie Tang.

## Filmografía
- Una esposa de mentira (2011)
- Everybody Hates Chris TV (2006-2008)
- Bee Movie (2007)
- Carolina (2003)
- Pootie Tang (2001)
- Clerks TV (2000-2001)
- Estrenando Cuerpo (2001)
- Best of the Chris Rock Show TV-movie (1999)
- Seinfeld 2 episodios TV (1995-1998)
- The Chris Rock Show TV (1997-2000)
- Hangin' with the Homeboys (1991)
- Sgt. Kabukiman N.Y.P.D. (1990)
- 3 Men and a Baby (1987)
- The 1/2 Hour Comedy Hour TV (1983)